# Dawn (film, 1928)
Pour plus de détails, voir Fiche technique et Distribution.
Pour les articles homonymes, voir Dawn.
Dawn est un film d'espionnage de 1928 d'Herbert Wilcox, tourné à Bruxelles et notamment au Sénat de Belgique, sur la tragédie de l'infirmière Edith Cavell abattue par les Allemands pendant la Première Guerre mondiale pour avoir aidé deux cents soldats alliés à s'échapper de la Belgique occupée.
Le film perdu, après son interdiction au Royaume-Uni, a été sauvé et restauré par le British Film Institute, dans le cadre de sa politique enviable de récupération des œuvres cinématographiques.
Wilcox refera une version parlée en 1939 avec L'histoire d'Edith Cavell avec Anna Neagle dans le rôle d'Edith Cavell. Dawn et son remake sont tous deux basés sur une pièce de Reginald Berkeley.[réf. nécessaire]

## Distribution
- Sybil Thorndike dans le rôle d'Edith Cavell
- Ada Bodart
- Gordon Craig
- Marie Ault
- Mickey Brantford
- Mary Brough
- Richard Worth
- Colin Bell
- Dacia Deane
- Cecil Barry
- Frank Perfitt
- Haddon Mason
- Maurice Braddell
- Edward O'Neill
- Griffith Humphreys
- Edward Sorley